# Mexrrissey
Mexrrissey es una agrupación musical inspirada en las canciones de Morrissey que surgió en el 2015. Camilo Lara (IMS) y Sergio Mendoza (Calexico) fundaron al grupo junto con: Ceci Bastida, Chetes (Zurdok), Jay de la Cueva, Ricardo Nájera y Alejandro Flores ([[Café
Tacvba]]). En el 2016 lanzaron su disco "No Manchester" que contiene canciones traducidas de Morrissey con sonidos agregados y mezclas de música mexicana. Después de un primer concierto en la Ciudad de México la banda hizo su primera gira por Reino Unido en 2015.

## Miembros
1. Camilo Lara (Instituto Mexicano del Sonido) - Productor, DJ, vocales
2. Sergio Mendoza (Calexico) - Vocales, acordeón,
3. Ceci Bastida (Tijuana No!) - Vocales, teclado
4. Chetes (Zurdok) - Guitarra, vocales
5. Ricardo Nájera (Furland) - Batería
6. Alejandro Flores (Café Tacvba)  - Violín
7. Jay de la Cueva (Moderatto) - Bajo
8. Adán Jodorowsky (Adanowsky) - Guitarra
9. Jacob Valenzuela (Calexico) - Trompeta
10. Clemente Castillo (Jumbo)- Vocales, guitarra,
11. Liber Terán (Los de Abajo) - Guitarra
12. Álex González (Twin Tones) - Trompeta

## Discografía
- No Manchester (2016)

1. El Primero del Gang (The First of the Gang to Die)
2. Estuvo Bien (Suedehead)
3. Cada Día es Domingo (Everyday is like Sunday)
4. México (México)
5. International PLaygirl (The Last of The Famous International Playboys)
6. Entre Más Me Ignoras, Más Cerca Estaré (The More You Ignore Me The Closer I Get)
7. Me Choca Cuando Mis Amigos Triunfan (We Hate It When Our Friends Become Successful)
8. El Primero Del Gang (Live at Radiolovefest) (The First Of The Gang To Die)
9. México (Live at Radiolovefest) (México)
10. International Playgirl (Live at Radiolovefest) (The Last Of The Famous International Playboys)
11. Estuvo Bien (Live at Radiolovefest) (Suedehead)
12. Cada Día Es Domingo (Live at Radiolovefest) (Everyday Is Like Sunday)